# Orlando Bonsignori
Orlando Bonsignori (... – 1273) è stato un banchiere italiano.

## Biografia
Orlando Bonsignori occupa fra i banchieri del Duecento e non solo senesi una posizione apicale, sia per l'enorme patrimonio finanziario costruito e investito sia per le valenze politiche che la sua attività aveva sviluppato. Orlando Bonsignori è stato un banchiere a tutto tondo e la sua banca, la Gran Tavola, può essere considerata l'antesignana della banca universale.
Era figlio di Bonsignore di Bernardo, mercante senese che aveva l'appalto della dogana del sale di Siena e Grosseto. Il suo grande merito e al contempo la sua grande fortuna fu quella di trasformare la compagnia bancaria cui il padre diede inizio nei primi anni del Duecento, rendendola la più importante banca del secolo a livello internazionale, la Gran Tavola.
Alla sua morte Orlando Bonsignori lasciò la moglie Imiglia e sette figli: Niccolò (da non confondere con il più noto cugino Niccolò Bonsignori, figlio del fratello Bonifazio), Fazio, Meo, Bonsignore, Ugone, Guglielmo e Gemmina.